# Siegfried Taubert
Siegfried Taubert (Brallentin, 11 december 1880 - Kiel, 13 februari 1946) was een Duitse SS-Obergruppenführer. Hij was generaal in de Waffen-SS tijdens de Tweede Wereldoorlog. Hij was de tweede commandant van de Wewelsburg, een burcht (SS-Ordensburg) die in gebruik was bij de SS.

## Leven
Siegfried Taubert werd op 11 december 1880 in Brallentin (tegenwoordig Bralęcin in Polen) als een zoon van een evangelische pastoor geboren. Na het slagen voor zijn examen, koos hij voor een militaire loopbaan en werd Fahnenjunker in het Infanterie-Regiment Herzog Ferdinand von Braunschweig 57 uit Wesel/Westfalen. Hij was beroepsofficier in de Eerste Wereldoorlog. In november 1919 verliet hij het leger weer in de rang van een Major. 
Van 1921 tot 1924 was Taubert secretaris in Pommeren van de landbond, en leider van de Stahlhelm in de Landkreis Greifenhagen. 
In augustus 1925 verkocht hij zijn na de oorlog verworven bezit in de Landkreis Greifenhagen. Vanaf 1925 was hij werkzaam als verkoopleider van een pianofabriek in Berlijn. Van begin september 1929 tot oktober 1931 was hij als verzekeringsmedewerker bij een Zwitserse levensverzekerings- en rentenanstalt in Berlijn werkzaam en was daarna werkeloos. 
Taubert was politiek Frontbann en de Tannenbergbund georiënteerd. 
In 1931 werd hij lid van de NSDAP en de SS. Hij werkte hoofdzakelijk onder Kurt Daluege en werd tot SS-Oberführer bevorderd. Van 1935 tot 1938 was hij stafchef van het SD-Hauptamt Reinhard Heydrich en werd op 13 september 1936 bevorderd tot SS-Brigadeführer. Van 1938 tot 1945 was hij na Manfred von Knobelsdorff de tweede Burghauptmann der Wewelsburg daarnaast was hij lekenrechter voor het Volksgerichtshof. Zijn adjudant was Gottlieb Bernhardt. In 1943 werd hij tot SS-Obergruppenführer en General der Waffen-SS bevorderd. Op 31 maart 1945 vluchtte hij van Wewelsburg naar Sleeswijk-Holstein. In 1946 stierf hij in Kiel.

## Familie
Taubert trouwde op 5 mei 1904 met Arnoldina Johanna Juta (geboren 20 april 1880 te Leiden). Zij hadden drie kinderen, twee dochters en een zoon. Ilse (geboren 8 februari 1905 in Wesel am Rhein, zelfmoord 22 april 1945 in Berlijn), getrouwd met SS-Obergruppenführer prof. dr. Ernst-Robert Grawitz op 14 oktober 1926. Haar NSDAP-nummer: 102 843. Hun zoon (geboren 15 november 1908, overleden 11 juni 1988 Lüneburg), was een Oberstleutnant in het Fallschirmjäger-Regiment 9. Hij nam deel aan het Ardennenoffensief.

## Carrière
Taubert bekleedde verschillende rangen in zowel de Allgemeine-SS als Waffen-SS. De volgende tabel laat zien dat de bevorderingen niet synchroon liepen.
| Datum                                                | Deutsches Heer                   | Allgemeine-SS          | Waffen-SS                     |
| ---------------------------------------------------- | -------------------------------- | ---------------------- | ----------------------------- |
| 30 augustus 1899                                     | Fahnenjunker (aspirant-officier) | —                      | —                             |
| 18 april 1900                                        | Fähnrich                         | —                      | —                             |
| 18 januari 1901                                      | Leutnant                         | —                      | —                             |
| 22 maart 1910                                        | Oberleutnant                     | —                      | —                             |
| 5 september 1914                                     | Hauptmann                        | —                      | —                             |
| 22 februari 1919                                     | Charakter Major i.G              | —                      | —                             |
| 2 januari 1932                                       | —                                | SS-Anwärter            | —                             |
| 10 september 1932                                    | —                                | SS-Mann                | —                             |
| 1932                                                 | —                                | SS-Scharführer         |                               |
| 17 februari 1933 (met ingang van 15 februari 1933)   | —                                | SS-Truppführer         | —                             |
| 12 juni 1933 (met ingang van 15 februari 1933)       | —                                | SS-Sturmführer         | —                             |
| 12 september 1933 (met ingang van 3 september 1933)  | —                                | SS-Obersturmführer     | —                             |
| 9 november 1933                                      | —                                | SS-Sturmhauptführer    | —                             |
| 1 januari 1934                                       | —                                | SS-Sturmbannführer     | —                             |
| 20 april 1934                                        | —                                | SS-Obersturmbannführer | —                             |
| 4 juli 1934                                          | —                                | SS-Standartenführer    | —                             |
| 15 september 1935 (met ingang van 15 april 1935)     | —                                | SS-Oberführer          | —                             |
| 13 september 1936 (met ingang van 11 september 1938) | —                                | SS-Brigadeführer       | —                             |
| 11 september 1938                                    | —                                | SS-Gruppenführer       | —                             |
| 21 juni 1942                                         | —                                | —                      | Generalleutnant der Waffen-SS |
| 30 januari 1943                                      | —                                | SS-Obergruppenführer   | Generaal in de Waffen-SS      |

## Lidmaatschapsnummers
- NSDAP-nr.: 525 246[11] (lid geworden 1 april 1931[12][1])
- SS-nr.: 35 897[1], later gewijzigd naar 23 128[11] (lid geworden 2 januari 1932[12][1])

## Onderscheidingen
Selectie:
- IJzeren Kruis 1914, 1e Klasse (1917) (beide)[9] en 2e Klasse[7][6][5]
- Kruis der Vierde Klasse in de Orde van Militaire Verdienste met Zwaarden[9]
- Militair Kruis van Verdienste, 1e Klasse en 2e Klasse met gesp "Kampfer"[9][5]
- Kruis voor Militaire Verdienste, 3e Klasse met Oorlogsdecoratie[9][5]
- Kruis voor Oorlogsverdienste, 1e Klasse (30 januari 1945[5]) en 2e Klasse (30 januari 1943[5]) met Zwaarden[7]
- Ehrenwinkel der Alten Kämpfer[7][13] in 1934[5]